# Medusandraceae
Medusandraceae é o nome botânico de uma família de plantas com flor. Tal família (Medusandraceae Brenan, 1952) tem sido reconhecida por muitos taxonomistas, como consistindo de um género, Medusandra.
A espécie mais conhecida é Medusandra richardsiana, uma árvore da África tropical.
O sistema APG II, de 2003, não reconhece esta família, deixando o género Medusandra não atribuido a família, ordem ou grupo superior. Isto representa um ligeira alteração em relação ao sistema APG, de 1998, que reconhecia esta família, mas que também não a tinha atribuida.